# Senatorul melcilor
Senatorul melcilor è un film del 1995 diretto da Mircea Daneliuc.
Fu presentato in concorso al Festival di Cannes 1995.